# Очігава Софія Альбертівна
Софія Альбертівна Очігава  (рос. Софья Альбертовна Очигава, нар. 7 липня 1987) — російська боксерка, олімпійська медалістка, дворазова чемпіонка світу, триразова чемпіонка Європи.

## Аматорська кар'єра
Розпочинала заняття спортом з кікбоксінгу, але потім переключилася на бокс як олімпійський вид спорту.
У 18 років завоювала перше золото чемпіонату світу в категорії до 52 кг. Через рік знов святкувала перемогу в категорії до 54 кг.

### Виступ на Олімпіаді 2012
У чвертьфіналі перемогла Алексіс Прітчад (Нова Зеландія) — 22-4
У півфіналі перемогла Адріана Араужо (Бразилія) — 17-11
У фіналі програла Кеті Тейлор (Ірландія) — 8-10
| Олімпіада   | Дисципліна | Місце |
| ----------- | ---------- | ----- |
| Лондон 2012 | 60 кг      | 2     |

На чемпіонаті Європи 2014 Очігава перемогла трьох суперниць, а у півфіналі програла Естель Мосселі (Франція). На чемпіонаті світу 2014 перемогла двох суперниць, а у чвертьфіналі програла Кеті Тейлор.

## Професіональна кар'єра
Не потрапивши в заявку на Олімпійські ігри 2016, 21 травня 2016 року дебютувала на професійному рингу. У грудні 2020 року завоювала титул WBC Silver у легкій вазі.